# Alopecurus
Alopecurus és un gènere de plantes de la família de les poàcies, ordre de les poals, subclasse de les commelínides, classe de les liliòpsides, divisió dels magnoliofitins.

## Taxonomia
- Alopecurus aequalis Sobol.
  - Alopecurus aequalis aequalis
  - Alopecurus aequalis sonomensis
- Alopecurus alpinus
  - Alopecurus alpinus alpinus
- Alopecurus anthoxantoides
- Alopecurus arundinaceus Poiret
- Alopecurus bonariensis
- Alopecurus brachystachus
- Alopecurus bulbosus
- Alopecurus carolinianus
- Alopecurus creticus
- Alopecurus geniculatus L.
  - Alopecurus geniculatus geniculatus
  - Alopecurus geniculatus microstachys
  - Alopecurus geniculatus patagonicus
- Alopecurus gerardi (All.) Vill.
- Alopecurus heliochloides
- Alopecurus japonicus
- Alopecurus magellanicus
  - Alopecurus magellanicus bracteatus
  - Alopecurus magellanicus magellanicus
- Alopecurus myosuroides Hudson
- Alopecurus pratensis L.
- Alopecurus rendlei
- Alopecurus saccatus
- Alopecurus utriculatus